# Česká basketbalová liga 1995/1996
1. basketbalová liga 1995/1996 byla nejvyšší mužskou ligovou basketbalovou soutěží v České republice v ročníku 1995/1996. 
Konečné pořadí:
1. BC STAVEX Brno (mistr České republiky 1995/1996) - 2. USK TRIDENT Praha - 3. BK NH Ostrava - 4.	BC TONAK Nový Jičín - 5. BC SPARTA Praha - 6. SOKOL Vyšehrad - 7. BHC OSTACOLOR Pardubice - 8. BK Slavia Praha - 9. BK Děčín - 10. BK VTJ VALZAP DIOOS Chomutov - 11. BK ŽĎAS Žďár nad Sázavou (sestup do kvalifikace) - 12. BK SOKOLov (sestup z první ligy)

## Systém soutěže
V první části soutěže (září - prosinec 1995) všech 12 družstev dvoukolově každý s každým (zápasy doma - venku) odehrálo 22 zápasů. 
Ve druhé části soutěže (leden - březen 1995) se započítáním výsledků 1. části byla družstva rozdělena do skupiny A1 (o 1. až 6. místo) a do skupiny A2 (o 7. až 12. místo), družstva hrála ve skupině dvoukolově každý s každým (každé družstvo 10 utkání).
V Play-off hrálo 6 týmů ze skupiny A1 a dva nejlepší ze skupiny A2. Hrálo se na 3 vítězné zápasy.
Play-out hrála družstva na 9.-12. místě skupiny A2 dvoukolově každý s každým. Poražená družstva z 1. kola play-off vytvořila skupinu o 9. až 12. místo, každé z nich odehrálo 6 zápasů a poslední družstva sestoupilo do 2. ligy a přeposlední do kvvalifikace proti 2. v pořadí ve 2. lize basketbalu.

## Výsledky

### Tabulka po první části soutěže
| Poř. | Tým                       | Z  | V  | P  | Skóre     | Body |
| ---- | ------------------------- | -- | -- | -- | --------- | ---- |
| 1.   | BC Tonak Nový Jičín       | 22 | 18 | 4  | 2048:1779 | 40   |
| 2.   | USK Trident Praha         | 22 | 18 | 4  | 2012:1816 | 40   |
| 3.   | BC Stavex Brno            | 22 | 17 | 5  | 2018:1646 | 39   |
| 4.   | BC Sparta Praha           | 22 | 16 | 6  | 1922:1747 | 38   |
| 5.   | Sokol Chán Vyšehrad       | 22 | 13 | 9  | 1892:1876 | 35   |
| 6.   | BK NH Ostrava             | 22 | 11 | 11 | 1866:1739 | 33   |
| 7.   | BK Slavia Praha           | 22 | 10 | 12 | 2001:2057 | 32   |
| 8.   | BHC SKP Pardubice         | 22 | 10 | 12 | 1857:1936 | 32   |
| 9.   | BK SČE Děčín              | 22 | 8  | 14 | 1819:1943 | 30   |
| 10.  | BK Žďas Žďár nad Sázavou  | 22 | 5  | 17 | 1795:2015 | 27   |
| 11.  | VTJ VALZAP DIOSS Chomutov | 22 | 4  | 18 | 1657:194  | 26   |
| 12.  | BK Sokolov                | 22 | 2  | 20 | 1638:2025 | 24   |

### Tabulka druhé části soutěže, skupina A1
| Poř. | Tým                 | Z  | V  | P  | Skóre     | Body |
| ---- | ------------------- | -- | -- | -- | --------- | ---- |
| 1.   | BC Stavex Brno      | 32 | 27 | 5  | 2984:2405 | 59   |
| 2.   | BC Tonak Nový Jičín | 32 | 25 | 7  | 2879:2565 | 57   |
| 3.   | USK Trident Praha   | 32 | 25 | 7  | 2898:2630 | 57   |
| 4.   | BC Sparta Praha     | 32 | 19 | 13 | 2713:2610 | 51   |
| 5.   | BK NH Ostrava       | 32 | 14 | 18 | 2648:2570 | 46   |
| 6.   | Sokol Chán Vyšehrad | 32 | 13 | 19 | 2590:2777 | 45   |

### Tabulka druhé části soutěže, skupina A2
| Poř. | Tým                       | Z  | V  | P  | Skóre     | Body |
| ---- | ------------------------- | -- | -- | -- | --------- | ---- |
| 7.   | BHC SKP Pardubice         | 32 | 17 | 15 | 2726:2755 | 49   |
| 8.   | BK Slavia Praha           | 32 | 17 | 15 | 2956:2954 | 49   |
| 9.   | BK SČE Děčín              | 32 | 14 | 18 | 2758:2821 | 46   |
| 10.  | BK Žďas Žďár nad Sázavou  | 32 | 8  | 24 | 2584:2892 | 40   |
| 11.  | VTJ VALZAP DIOSS Chomutov | 32 | 7  | 25 | 2444:2791 | 39   |
| 12.  | BK Sokolov                | 32 | 6  | 26 | 2444:2855 | 38   |

### Konečná tabulka skupina o 9. - 12. místo
| Poř. | Tým                       | Z  | V | P | Skóre | Body |
| ---- | ------------------------- | -- | - | - | ----- | ---- |
| 9.   | BK SČE Děčín              | 38 |   |   |       |      |
| 10.  | VTJ VALZAP DIOSS Chomutov | 38 |   |   |       |      |
| 11.  | BK Žďas Žďár nad Sázavou  | 38 |   |   |       |      |
| 12.  | BK Sokolov                | 38 |   |   |       |      |

## Play-off
Hrálo se na tři vítězná utkání. Zápas mo 7. místo na dvě utkání.

### čtvrtfinále
- (1.) BC Stavex Brno - (8.) BK Slavia Praha 3:0 (112:77	117:90	111:87)
- (2.) BC Tonak Nový Jičín -  (7.) BHC SKP Pardubice 3:0 (90:74	98:97	109:92)
- (3.) USK Praha - (6.) Sokol Chán Vyšehrad 3:0 (94:78	89:78	77:54)
- (5.) BK NH ANES Ostrava - (4.) BC Sparta Praha 3:0 (80:68	84:69	78:73)

### Semifinále
- BC Stavex Brno - BK NH Ostrava 3:0 (95:72	80:78 86:77)
- USK Praha - BC Tonak Nový Jičín 3:2 (94:90	80:98 94:90	89:90	82:76)

### zápas o 7. místo
- BHC SKP Pardubice - BK Slavia Praha	1:1 (7102:88  79:87)

### zápas o 5. místo
- BC Sparta Praha -	Sokol Chán Vyšehrad 3:1 (81:75 88:77	72:67 69:77)

### zápas o 3. místo
- BK NH ANES Ostrava - BC Tonak Nový Jičín 3:2 (73:98 70:85 71:70 78:60 79:76)

### Finále
- BC Stavex Brno - USK Praha 3:1 (105:99 108:91 82:83 87:68)